# Krbava (plaats)
Krbava is een plaats in de gemeente Udbina in de Kroatische provincie Lika-Senj. De plaats telt 38 inwoners (2001).